# Египет и оружие массового поражения
Египет является участником Договора о нераспространении ядерного оружия (с 1981 года), однако не подписал Конвенцию о запрещении химического оружия; подписал, но не ратифицировал Конвенцию о биологическом оружии. Как официально заявляет Правительство, это является прямым следствием того, что Израиль не присоединился к ДНЯО.
Вопрос об обладании Египтом оружием массового поражения является особенно актуальным в свете Ближневосточного конфликта, существующего и время от времени обостряющегося на протяжении последних десятилетий. В настоящее время Египет не обладает ядерным и биологическим оружием. Более того, действующее руководство выступает за создание на Ближнем Востоке безъядерной зоны. Вместе с тем у Египта имеются ракетные средства доставки, а также существуют подозрения о наличии у него химического оружия.

## Химическое оружие
Египет остаётся одним из немногих государств, которые не присоединились к Конвенции о запрещении химического оружия. Ряд политологов связывает это с тем, что не решён вопрос о ядерном оружии Израиля, существование которого, впрочем, не подтверждают официальные источники. Руководство страны отрицает разработку, производство и приобретение химического оружия. Однако есть веские доказательства того, что египетские войска применяли его в ходе гражданской войны в Йемене 1963—1967 годов. Кроме того, существуют подозрения, что Египет способствовал развитию программ Сирии и Ирака по созданию химоружия.
По всей вероятности, запасы ХО достались Египту от британских войск, которые оставили его после окончания оккупации страны в 1954 году. Считается также, что в дальнейшем страна развивала свои химические вооружения, в том числе при поддержке СССР и США. По неподтверждённым данным, страна обладает запасами VX, горчичного газа, табуна и зарина.

## Биологическое оружие
Египет подписал, но не ратифицировал Конвенцию о биологическом и токсинном оружии 1972 года. Страна обладает сильной базой в прикладной микробиологии, однако, по информации из открытых источников, трудно говорить о наличии у Египта программы по созданию биологического оружия. Египет отвергает все обвинения в свой адрес и заявляет об отсутствии у него биологического оружия как такового.

## Ядерная программа
Ядерная программа Египта была начата в конце 50-х годов, когда СССР построил экспериментальный реактор в Иншасе, в 40 км от Каира. После аварии на Чернобыльской АЭС программа была свёрнута и возобновлена лишь в 2007 году. Её возобновление стало актуальным в связи с ядерной программой Ирана. Как и прочие арабские страны, Египет всерьёз обеспокоен возможностью создания Ираном ядерной бомбы, что существенно нарушило бы баланс сил на Ближнем Востоке. Руководство Египта, который с 1981 года является участником ДНЯО, неоднократно высказывалось за создание в этом регионе безъядерной зоны. Многие страны, в том числе и Россия, высказали свою заинтересованность в содействии развития атомной энергетики в Египте. По египетской ядерной программе, которая будет реализовываться под контролем МАГАТЭ, к 2016 году должны быть построены 3 АЭС мощностью 600 мегаватт каждая.

## Средства доставки
Египет развивал свою ракетную программу с 60-х годов при поддержке ФРГ и СССР. Были созданы ракетные системы «Аль-Зафар» (дальность 375 км), «Аль-Каир» (дальность 600 км) и «Аль-Рэйд» (дальность 1000 км). Эта программа была свёрнута по причине прекращения помощи ФРГ. В начале 1970-х годов Египет закупил у СССР комплексы 9К72 с ракетами Р-17. В 2001 году поступила информация о закупке у КНДР 24 ракет дальностью 1000 км Нодон. Египет не является членом режима контроля над ракетными технологиями.